# Boo! (serie televisiva)
Boo! è una serie animata britannica, creata da Will Brenton e Iain Lauchlan, prodotta dalla Tell-Tale Productions Ltd. e trasmessa dal 4 giugno 2003 su BBC Two nel blocco di CBeebies. In Italia, la serie è stata trasmessa da Playhouse Disney.

## Trama
Boo! è un pupazzetto dalla forma a pera, tutto colorato, con per capelli dei fili di lana arancioni, che si nasconde dappertutto. I suoi amici sono una papera (Paperella Ridarella), un orsetto (Orsetto Pisolino) ed un tigrotto (Tigrotto Ringhiotto).

## Doppiaggio
| Personaggi             | Doppiatori original | Doppiatori italiani |
| ---------------------- | ------------------- | ------------------- |
| Voce Narrante Maschile | Ashley Slater       | Francesco Pezzulli  |
| Voce Narrante Femmina  | Sharon D. Clarke    | Micaela Esdra       |
| Paperella Ridarella    | Kate Harbour        | Antonella Baldini   |
| Orsetto Pisolino       | Justin Fletcher     | Gilberta Crispino   |
| Tigrotto Ringhiotto    | Justin Fletcher     | Fabrizio Mazzotta   |